# Caracuel de Calatrava
Caracuel de Calatrava é um município da Espanha na província de Ciudad Real, comunidade autónoma de Castilla-La Mancha, de área 10 km² com população de 171 habitantes (2006) e densidade populacional de 16,63 hab/km².

## Demografia

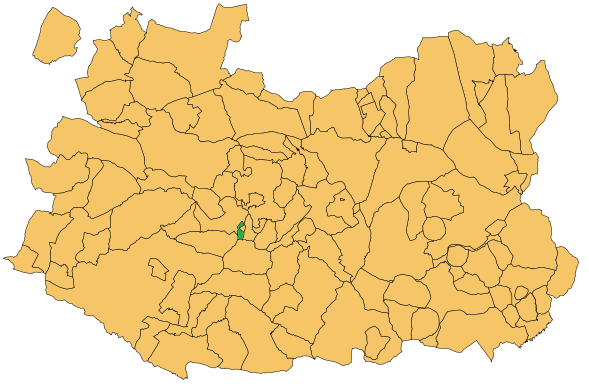
Mapa de localização

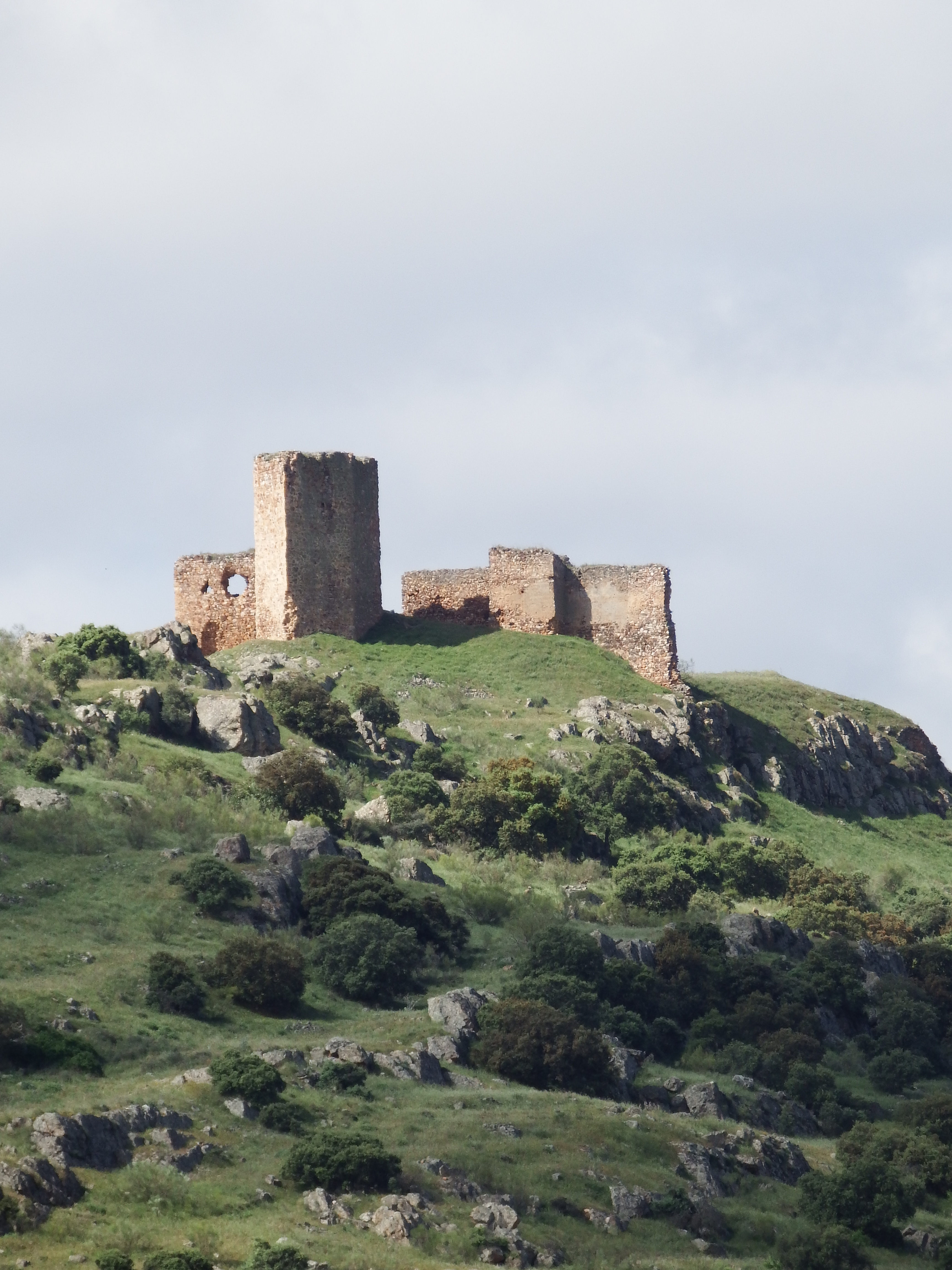
Castelo de Caracuel

| Variação demográfica do município entre 1991 e 2004 | Variação demográfica do município entre 1991 e 2004 | Variação demográfica do município entre 1991 e 2004 | Variação demográfica do município entre 1991 e 2004 |
| --------------------------------------------------- | --------------------------------------------------- | --------------------------------------------------- | --------------------------------------------------- |
| 1991                                                | 1996                                                | 2001                                                | 2004                                                |
| 188                                                 | 175                                                 | 172                                                 | 166                                                 |